# 山下恵理子
山下 恵理子（やました えりこ、10月8日 - ）は、日本のナレーター、女性声優。長崎県出身。青二プロダクション所属。

## 来歴
共立女子大学卒業。東京アナウンスアカデミー卒業。
以前は俳協、オフィスキューに所属していた。現在は青二プロダクション所属。

## 人物
音域はメゾソプラノ - アルト。方言は長崎弁。
多数のテレビ、ラジオに出演の他CMナレーション、企業のVPナレーションも多数務めている。
趣味は音楽、・映画鑑賞、美術館めぐり、猫とのコミュニケーション。特技は日本舞踊、ピアノ弾き語り。

## 出演

### テレビ
- 世界わが心の旅（NHK、ナレーション）
- こんにちわ千葉（日本テレビ、ナレーション（一部））
- ベストタイム（TBS、ナレーション）
- めっけMON（TBS、ナレーション）
- FNNスーパーニュース（フジテレビ、ナレーション）
- 日立 世界・ふしぎ発見!（TBS、ボイスオーバー）
- きょう発プラス!（TBS、ナレーション）
- 復帰!IQサプリ2013～天才軍団に立ち向かえ!最強スッキリ王決定戦スペシャル～（2013年1月22日、フジテレビ、ナレーション）

### ラジオ
- 青山二丁目劇場（文化放送）
- ヤッタゼ!アツアツスポーツ（ニッポン放送、パーソナリティ）
- 日曜競馬（ニッポン放送、パーソナリティ）
- FMさわやかスタジオ（JFN、パーソナリティ）
- レディース・イレブン（JFN、パーソナリティ）
- ピアノでハミング（JFN、パーソナリティ）[6]

### その他コンテンツ
- 東京ウィークリー（都庁内、ナレーション）